# Ямацури
Ямацури (яп. 矢祭町 Ямацури-мати) — посёлок в Японии, находящийся в уезде Хигасисиракава префектуры Фукусима. Площадь посёлка составляет 118,22 км², население — 5990 человек (1 августа 2014), плотность населения — 50,67 чел./км².

## Географическое положение
Посёлок расположен на острове Хонсю в префектуре Фукусима региона Тохоку. С ним граничат город Хитатиота и посёлки Танагура, Ханава, Дайго.

## Население
Население посёлка составляет 5990 человек (1 августа 2014), а плотность — 50,67 чел./км². Изменение численности населения с 1980 по 2005 годы:
| 1980 | 8074 чел. |  |
| 1985 | 7918 чел. |  |
| 1990 | 7596 чел. |  |
| 1995 | 7409 чел. |  |
| 2000 | 7062 чел. |  |
| 2005 | 6740 чел. |  |

## Символика
Деревом посёлка считается сосна густоцветная, цветком — рододендрон, птицей — большая горлица.